# Klanečná
Klanečná (německy Klanetschna) je malá vesnice, část okresního města Havlíčkův Brod. Nachází se asi 4,5 km na západ od Havlíčkova Brodu. V roce 2009 zde bylo evidováno 29 adres. V roce 2001 zde žilo 20 obyvatel.
Klanečná je také název katastrálního území o rozloze 1,37 km2.

## Vodstvo
Severovýchodně od Klanečné se do řeky Sázavy vlévá zleva Úsobský potok.

## Památky
- smírčí kříž vpravo od silnice směr Hurtova Lhota
- památník padlých rumunských vojáků u křižovatky Klanečná – Hurtova Lhota